# Мелдуса (приток Свири)
Мелдуса — река в России, протекает по Подпорожскому району Ленинградской области.
Вытекает из Мелдуского озера северо-западнее Гоморовичей, в которое впадает река Суерба. Течёт сперва на запад, принимает левый приток — Большой, после чего поворачивает на север. Устье реки находится в 157 км по левому берегу реки Свирь, напротив деревни Пидьма. Длина реки составляет 10 км.

## Данные водного реестра
По данным государственного водного реестра России относится к Балтийскому бассейновому округу, водохозяйственный участок реки — Свирь без бассейна Онежского озера, речной подбассейн реки — Свирь (включая реки бассейна Онежского озера). Относится к речному бассейну реки Нева (включая бассейны рек Онежского и Ладожского озера).
Код объекта в государственном водном реестре — 01040100712102000012387.